# Dolittle
Dolittle är en amerikansk fantasy-äventyrsfilm från 2020. Filmen är regisserad av Stephen Gaghan, som även skrivit manus tillsammans med Dan Gregor, Doug Mand och Chris McKay. Filmens handling bygger på böckerna om Doktor Dolittle av den brittiske författaren Hugh Lofting.
Filmen hade premiär i Sverige den 24 januari 2020, utgiven av Universal Pictures.

## Handling
Dr. John Dolittle är en berömd läkare och veterinär i drottning Victorias England som endast lever i sällskap av sina exotiska djur, efter att ha förlorat sin fru sju år tidigare. Den unga drottningen blir allvarligt sjuk och då tvingas Dolittle att bege sig ut på ett äventyr, på jakt efter ett botemedel. Under sin resa upptäcker han underbara varelser och får möta gamla motståndare. Dolittle får också sällskap av en ung lärling och en grupp märkliga djur.

## Mottagande
På Rotten Tomatoes har filmen ett godkännande på 14% baserat på 209 recensioner med ett genomsnittligt betyg på 3,85/10. På Metacritic har filmen ett medelvärde på 27 av 100, baserat på 43 kritiker, vilket indikerar "generellt ogynnsamma recensioner".